# Жилберто Карлос Насименто
Жилберто Карлос Насименто (14. јун 1966) бивши је бразилски фудбалер.

## Каријера
Током каријере играо је за Крузеиро, Палмеирас, Интернасионал и многе друге клубове.

## Репрезентација
За репрезентацију Бразила дебитовао је 1988. године.

## Статистика
| Бразил | Бразил | Бразил |
| Год.   | Ута.   | Гол.   |
| ------ | ------ | ------ |
| 1988   | 1      | 0      |
| Укупно | 1      | 0      |